# Rejon Ilinden
Rejon Ilinden (bułg.: Район Илинден) – rejon w obwodzie miejskim Sofii, w Bułgarii. Populacja wynosi 37 300 mieszkańców.